# 雍和宫碑文
雍和宮碑文，位於雍和宮，乾隆皇在大清入关一百周年之际，将其父雍正昔日潜邸改为藏传佛教喇嘛庙时所立。此满、蒙、汉、藏四体字碑立于雍和宫天王殿前面东西碑亭。汉文和满文碑铭在东碑亭，西碑亭里是蒙古文和藏文碑铭。

### 译文
先帝雍正，尊敬的父皇，安定社稷，造福子孙，恩德无疆。红墙黄瓦，高大光闪的雍和宫宅邸。聚集幸福吉祥，如涓涓流水源远流长。恪守佛教理念，慈悲为怀，以孚众望，正言、正行、正果，步步融畅。江山稳固，和顺四方。父皇的谋略，政通人和，儒道宣扬。其一。黄帝鼎成，乘龙归去，这是天道保护，神灵安置周详。上苍啊，你是人间的主宰，父皇在天之灵，你是万民的榜样，我仿佛在四处听到你的声音，我仿佛看到了你的面庞。你崇尚佛教，超过了宋真宗的功德，也超过了唐高宗造立大卢舍那佛像的历史辉煌。其二。你有佛之美的，广结善缘，办事认真，一的一切，一切的一，圆满吉祥。你如在澄清无垢，倒影一轮满月之水上，是如来佛祖法身消漾，你明见事理，智慧高深，已达天界渡口。你如佛之智慧明灯，照浊世迷暗，冲破迷惘，我看到了你手捧装帧漂亮的经书，将佛法弘扬。法座下的袈裟和供养，鲜花云漫馨香，你演说佛法，声如狮吼，承载万物的金轮飞扬，盛世昂扬。其三。亦是神仙居住的地方，亦是分封敬受的宅舍；这是父皇开始发达兴旺的龙池，宿兴夜寐，凝聚福祥。这是佛在人间居住的地方，这里是造福万物的帝释天，三十三天之所在，雍和宫的座座宫殿笼罩祥云，成就自利利他之行，内心欢喜的地方。其四。善业之真知灼见，利益有情；和大慈大悲的佛道相和弘彰。聚集僧侣，开辟佛堂，这就是释迦牟尼在鹿苑说法、静思，多么静谧安详，姹紫嫣红的鲜花竟趋佛前，迎接雨露滋润一展芳华；珊瑚玛瑙佛珠拨动的声音和着贝叶经的诵读声，是诗，是音乐，是歌唱，这优美的声音在云间缭绕，产生无限遐想。仙人们乘车马驾临这人间佛堂，任意品尝佛国馨香。感谢人间真情，保护众生平安，地久天长。其五。仰望父皇的大恩大德，恩盖天高，怎么报答，你探究妙法、妙理、妙境，喜得妙果，贤能智慧，心地昭昭，你统御万邦，独运佛力，率土安康；什么权机应变，是利欲熏心势力小人的恶意中伤，你表里如一绝无虚妄！你大慈大悲，怜愍有情，喜见无上正果；化现佛、菩萨，永世不灭，光照释放！其六。先帝呵，我的父皇，你慈心广大，如大云覆盖众生；你常以甘甜如蜜的天酒长养众生，你具有甘霖大澍滋润万物的菩萨心肠；你燃烧烦恼之火灭尽，抵达悟境，觉佛之性甚深，湛然如海；你胸中含藏治国安邦平天下的方法，在如恒河沙数的大千世界自在徜徉——共同体味酥酪的味美芳香，你获得神通力之奥妙，出神入化，后生永世敬仰，你的教导是宝贵财富，我们刻骨铭心，虽九陨难表衷肠。其七。父皇呵，你仪表机敏，灵武绝世，思入神契，和蔼可亲，喜庆吉祥，你的教导，永世不忘，左思右想，悲切恸怀，痛断肝肠，你告慰上苍，关爱黎民，皇恩浩荡感天地，泣鬼神，你是大清江山未来的神明，我们供养你，祈求你赐福无疆。其八。乾隆九年（1744），农历甲子年冬十月。雍和宫碑文